# ألان فرنسيس
ألان فرنسيس (بالإنجليزية: Allan Holman)‏ هو سياسي أمريكي، ولد في 28 يوليو 1929 في هازلتون في الولايات المتحدة، وتوفي في 6 سبتمبر 2010 في الولايات المتحدة. حزبياً، نشط في الحزب الجمهوري. وقد انتخب عضو مجلس نواب بنسيلفانيا.